# جيم مودي (متسابق دراجات نارية)
جيم مودي (بالإنجليزية: Jim Moodie)‏ هو متسابق دراجات نارية بريطاني، ولد في 15 فبراير 1966 في دامفريس ‏ في المملكة المتحدة.

## روابط خارجية
- جيم مودي على موقع WorldSBK.com (الإنجليزية)